# Isles of Scilly
Isles of Scilly (Scillyøerne) er en lille britisk øgruppe i Atlanterhavet/ den engelske kanal, 45 km sydvest for Lands End i Cornwall. Øerne er en del af grevskabet Cornwall, med den lokale administration er på hovedøen St. Mary's. Landskabet er præget af granitmassiver med forrevne klippekyster og mange undersøiske rev og skær.
Arealet er 16,32 km², og der er 1 682 indb. (2008). Ø-gruppen består af fem beboede og ca. 145 ubeboede øer. Scillyøerne har været beboet fra stenalderen og indbyggerne lever som dengang af landbrug og fiskeri. Hovedaktiviteten er i nutiden turismen, som udgør 60 % af øernes indtægter. 
St. Mary's lufthavn og Tresco heliport er de vigtigste forbindelser mellem øerne og Sydengland. Fra St. Mary's lufthavn transporteres der med helikoptere og mindre flyvemaskiner passagerer, afskårne blomster og friske grønsager. Lufthavnen er det administrative center for øernes Brand og Redningstjeneste. Om sommeren besøges øerne af mange krydstogtskibe, og passagerfærgen Scillonian III sejler i rutefart mellem St. Mary's og Penzance i Cornwall. 
Øernes placering i nærheden af golfstrømmen betyder, at det sjældent er frost og sne, og det giver landmændene gode muligheder for at dyrke blomster og grønsager tidligere end på det britiske hovedland. Om vinteren er øerne udsat for atlantiske storme. Det ses tydelig på Tresco, hvor de frodige subtropiske Abbey Gardens ligger beskyttet på den sydlige ende af øen, mens øens nordlige del er præget af landskaber med lave lyngområder og golde klipper. 
De beboede øer er St. Mary's, Tresco, St. Martins, St. Agnes og Bryher
Af de ca. 145 ubeboede øer og skær er Samson. 

## Historie
Ved slutningen af sidste Istid var havoverfladen 80 til 100 meter lavere end i dag, og øerne var en stor sammenhængende ø. I Ældre stenalder blev den beboet fra det i nærheden beliggende Cornwall. Der er mere end 500 mindesmærker fra den Yngre stenalder og Bronzealderen, ca. 30 af dem er kun synlige ved ebbe. De sunkne pladser, som er udgravet, består af 10 hyttefundamenter, syv stenkister, nogle grave, fire voldindhegninger og 12 andre objekter. I bugten Mount’s Bay er der fundet rester af skove og hustomter. Fra den yngre stenalder er der over 80 Stendysser. De mest arkæologiske seværdigheder er:
- Bant’s Carn (Scillonian Passage dysse på St. Mary’s)
- Buzza Hill
- Giant’s tomb (Port Hellick)
- Halangy Down (stenalderlandsby)
- Innisidgen (to kammergrave på Helvear Down)
- Obadiah’s Barrow

Under den Engelske borgerkrig 1642-1651 blev tilhængerne af monarkiet fortrængt fra de britiske øer. Den kongetro marine trak til Scillyøerne, som var behersket af den kongetro Sir John Grenville (1643–1701). 
Den 22. oktober 1707 ramte fire britiske krigsskibe skærerne ved Scillyøerne på grund af en forkert positionsbestemmelse og 1.450 døde. 
Havet ved øerne er fyldt med skibsvrag. Der er registreret omkring 800 skibsforlis, hvoraf kun omkring 100 af vragene er fundet. Mange af de fundne vrag fra ældre og nyere tid havde last af store værdier. Som på mange andre kyststrækninger lokkede befolkningen tidligere forbipasserende skibe til forlis: drab på besætningerne og tyveri af lasten var en lukrativ levevej. 

## Turisme
Turismen er øernes vigtigste indkomstkilde. Øernes specielle miljø, kultur, klima og gode trafikforbindelser til Sydengland tiltrækker mange turister. Der er campingpladser, B & B, pensionater med halvpension, sommerhuse, hoteller, restauranter, badestrande, vandrestier, naturområder og mulighed for golf, dykning og lystsejlads. 
Øerne besøges også særlig i oktober måned af mange fugleinteresserede, der observerer det store antal af trækfugle, der raster på øerne.